# Abessief
De abessief is een naamval met als hoofdbetekenis "in de afwezigheid van". In het Nederlands wordt deze naamval meestal vertaald met behulp van het voorzetsel zonder of het achtervoegsel -loos. De abessief komt voor in Fins-Oegrische talen, Altaïsche talen, Australische talen, Kaukasische talen en Afro-Aziatische talen.

## Afro-Aziatische talen
In het Somalisch wordt de abessief gevormd door het achtervoegsel -laa of -la toe te voegen en alle lettergrepen van het woord behalve de eerste weg te laten. Bijvoorbeeld:
jeceyl, "liefde" → jee-laa, "liefdeloos"
dar, "kleren" → dar-la, "zonder kleren" (= naakt)

## Australische talen
In het Martuthunira wordt de abessief gevormd met behulp van de achtervoegsels wirriwa en -wirraa:
| Parla-wirraa          | nganarna.          |
| geld-PRIV             | clusiviteit: "wij" |
| Wij hebben geen geld. |                    |

## Fins-Oegrische talen

### Fins
In het Fins wordt de abessief gemarkeerd met het achtervoegsel -tta voor achterste klinkers en -ttä voor voorste klinkers, naargelang de klinkerharmonie:
raha "geld"
rahatta "zonder geld"
Een gelijkwaardige constructie bestaat uit het woord ilman en de partitief:
ilman rahaa "zonder geld"
of minder gebruikelijk:
rahaa ilman "zonder geld"
De abessief wordt weinig gebruikt bij zelfstandige naamwoorden maar wel bij gesubstantiveerde werkwoordsvormen (deze worden gevormd met behulp van het achtervoegsel -ma- / -mä-), zoals puhu-ma-tta "zonder te spreken", osta-ma-tta "zonder te kopen", välittä-mä-ttä "zonder te zorgen (voor)":
Juna jäi tulematta. "The trein kwam niet".
Deze trein kan vaak worden vervangen door de ontkennende vorm van het werkwoord:
Juna ei tullut.

### Estisch
In het Estisch wordt de abessief gemarkeerd door -ta, in zowel het enkel- als meervoud:
(ilma) autota "zonder auto"
Gesubstantiveerde werkwoordsvormen worden gemarkeerd door -ma- en de abessiefmarkeerder -ta:
Rong jäi tulemata. "De trein verscheen niet."

### Skolt-Samisch
In het Skolt-Samisch is de abessief nog volop in gebruik. De markeerder is zowel in het enkel- als meervoud -tää:
Riâkkum veä'rtää. "Ik huilde zonder reden."
Het Skolt-Samisch heeft daarnaast een aan de abessief verwant afhankelijk werkwoord. De uitgang is -ǩâni of -kani:
Son vuõ'lji domoi mainsteǩâni mõ'nt leäi puättam. "Hij/Zij ging naar huis zonder te zeggen waarom hij/zij was gekomen."

### Inari-Samisch
In het Inari-Samisch is de markeerder van de abessief -táá. Het bijbehorende afhankelijke werkwoord heeft de uitgangen -hánnáá, -hinnáá of -hennáá.
In andere Fins-Oegrische talen zoals het Fins komt de abessief alleen nog voor in versteende uitdrukkingen.

### Hongaars
In het Hongaars wordt -talan/-telen en varianten daarvan gebruikt voor de abessief. Voorbeeld van vorming: szabályos "regelmatig", szabálytalan "onregelmatig"; független "onafhankelijk". Ook kan een achterzetsel worden gebruikt, bijvoorbeeld: cukor nélkül "zonder suiker".

## Altaïsche talen
Het Turks heeft het abessiefsuffix -siz, met de allomorfen -sız, -suz en -süz: Ev-siz, bark-sız, görgü-süz, yurtsuz.